# Santi Angeli Custodi a Città Giardino (Kardinalstitel)
Der Kardinalstitel eines Kardinaldiakons von Santi Angeli Custodi a Città Giardino wurde von Papst Paul VI. mit der im Apostolischen Schreiben Quandoquidem Sacrorum Cardinalium vom 5. Februar 1965 verfügten Erhebung der gleichnamigen römischen Pfarrkirche Santi Angeli Custodi a Città Giardino zur Titeldiakonie neu geschaffen.

## Geschichte
Papst Paul VI. begründete in Quandoquidem Sacrorum Cardinalium die Neuschaffung des Titels mit der Notwendigkeit, eine ausreichende Zahl von Titeln für die zunehmende Zahl von Kardinälen zur Verfügung zu haben.

## Titelinhaber
| Name                  | Land    | Geboren            | Verstorben        | Ernennung        | durch Papst       | Anmerkungen                                    |
| --------------------- | ------- | ------------------ | ----------------- | ---------------- | ----------------- | ---------------------------------------------- |
| Angelo Acerbi         | Italien | 23. September 1925 |                   | 7. Dezember 2024 | Franziskus        |                                                |
| Agostino Cacciavillan | Italien | 14. August 1926    | 5. März 2022      | 21. Februar 2001 | Johannes Paul II. | Ab 21. Feb. 2001 Kardinalpriester pro hac vice |
| Sebastiano Baggio     | Italien | 16. Mai 1913       | 21. März 1993     | 28. April 1969   | Paul VI.          |                                                |
| Alfredo Pacini        | Italien | 10. Februar 1888   | 23. Dezember 1967 | 26. Juni 1967    | Paul VI.          |                                                |